# Nikolaj Stepanovič Černih
Nikolaj Stepanovič Černih (rusko Николай Степанович Черны́х), ruski astronom, * 6. oktober 1931 Novaja Usman, Voroneška oblast, Sovjetska zveza (sedaj Rusija), † 26. maj 2004.

## Delo
Černih je bil strokovnjak za astrometrijo in dinamiko majhnih teles v Osončju. Deloval je na Krimskem astrofizikalnem observatoriju v Ukrajini. Na observatoriju je delal skupaj s svojo ženo Ljudmilo Ivanovno Černih (Людмила Ивановна Черных)
Odkril je periodična kometa 74/P Smirnova-Černih in 101P/Černih. Odkril je tudi zelo veliko asteroidov. Med bolj znanimi je asteroid 2867 Šteins in trojanski asteroid 2207 Antenor
Po njem so poimenovali asteroid 2325 Černih ki ga je odkril češki astronom Antonin Mrkos (1918–1996) 